# 18284 Tsereteli
18284 Tsereteli eller 1970 PU är en asteroid i huvudbältet som korsar Mars omloppsbana. Den upptäcktes 10 augusti 1970 av Krims astrofysiska observatorium på Krim. Den har fått sitt namn efter den ryske skulptören Zurab Konstantinovich Tsereteli.